# Ariane Döser
Ariane Döser (* 8. Februar 1937 in Reutlingen; † 26. April 2015 in Polling), verheiratete Ariane Kolm, war eine deutsche Leichtathletin, die – für die Bundesrepublik Deutschland startend – in der zweiten Hälfte der 1950er Jahre als 800-Meter-Läuferin in Erscheinung trat.
Sie startete für den SSV Reutlingen.
Ariane Döser wurde 1956, 1957 und 1958 Deutsche Meisterin über 800 Meter. Im Jahr 1959 wurde sie – für den Postsportverein München startend – Dritte über 800 Meter in der Halle.
Ihren ersten internationalen Auftritt hatte sie im Jahr 1957, als sie bei der Universiade in Paris in 2:13,4 min hinter der sowjetischen Sportlerin Jelisaweta Jermolajewa (Gold in 2:12,3 min) die Silbermedaille gewann. Auch zwei Jahre später in Turin war sie dabei.
Im Jahr 1958 nahm sie zusammen mit Edith Schiller an den Europameisterschaften in Stockholm teil. Beide Athletinnen erreichten den Endlauf. Ariane Döser kam in der persönlichen Bestzeit von 2:08,2 min auf Platz vier und Edith Schiller in 2:10,2 min auf Platz sechs.
1960 beendete sie ihre Karriere wegen schlecht verheilter Verletzungen und um ihr Studium fortzusetzen.
Ariane Kolm starb am 26. April 2015 im Kreise ihrer Familie.